# Glastal
Das Glastal ist ein vom Landratsamt Münsingen am 22. Juli 1958 durch Verordnung ausgewiesenes Landschaftsschutzgebiet auf dem Gebiet der Stadt Hayingen und der Gemeinde Zwiefalten.

## Lage
Das etwa 97,8 Hektar große Landschaftsschutzgebiet reicht vom Zwiefaltener Ortsteil Gossenzugen im Süden bis zur Straße von Hayingen nach Aichstetten im Norden und hat somit eine Nord-Süd-Ausdehnung von etwa 4 km. Durch das Glastal fließt der Hasenbach, der bei Wimsen in die Zwiefalter Ach mündet. Es gehört zum Naturraum Mittlere Flächenalb.

## Landschaftscharakter
Im Norden ist das Glastal bewaldet und von Blockwäldern und Felsformationen geprägt. Beim Schloss Ehrenfels öffnet sich das Tal und die Talaue wird bis Wimsen als Wirtschaftsgrünland genutzt. Die Wiesen sind teilweise als FFH-Lebensraumtyp Magere Flachlandmähwiese erfasst. Südlich von Wimsen beginnt erneut ein bewaldeter, schluchtartiger Talabschnitt, bis sich das Tal nördlich von Gossenzugen wieder öffnet. Hier befinden sich wiederum einige teils nasse Wiesen sowie einige Fischweiher in der Talaue. 

## Zusammenhängende Schutzgebiete
Im Westen grenzt unmittelbar das Landschaftsschutzgebiet Öde in der Wanne an. Das Landschaftsschutzgebiet ist Bestandteil des FFH-Gebiets Glastal, Großer Buchwald und Tautschbuch und des Vogelschutzgebiets Täler der Mittleren Flächenalb. Das Naturdenkmal Wimsener Höhle liegt etwa in der Mitte des Landschaftsschutzgebiets.
Der Nordteil des Gebiets ist als Kernzone des Biosphärengebiets Schwäbische Alb ausgewiesen. Der Rest des Glastals liegt in dessen Pflegezone.